# Europäischer Filmpreis/Bestes Szenenbild
Gewinner und Nominierte des Europäischen Filmpreises in der Kategorie Bestes Szenenbild (European Production Designer) seit der ersten Verleihung im Jahr 1988. Anfangs wurden Szenenbildner gemeinsam mit Kostümbildnern in einer Kategorie Beste Ausstattung (Best Art Direction) ausgezeichnet. Zwischen 1993 und 2004 wurde kein Preis ausgelobt, während von 2006 bis 2009 Szenenbildner die Möglichkeit besaßen in der Kategorie Bester künstlerischer Beitrag (Prix D’Exellence) gemeinsam mit weiteren Technikern wie Masken- und Kostümbildnern oder Schnitt- und Tonmeistern berücksichtigt zu werden. Im Jahr 2010 wurde die Kategorie mit der Streichung des Prix D’Exellence wieder neu ausgelobt und der Preis an den Deutschen Albrecht Konrad vergeben. Seit 2013 wird die Auszeichnung durch eine Expertenjury als „Exellence Award“ vergeben, ohne Bekanntgabe von Nominierungen.

## Preisträger und Nominierungen (1988–2012)

### 1980er-Jahre
1988
G. Aleksi-Meschischiwili, N. Sandukeli und Sch. Gogolaschwili – Kerib, der Spielmann (Aschik-Kerib)
- Félix Murcia – Frauen am Rande des Nervenzusammenbruchs (Mujeres al borde de un ataque de nervios)

1989
Preis nicht vergeben

### 1990er-Jahre
1990
Ezio Frigerio (Szenenbild) und Franca Squarciapino (Kostüme) – Cyrano von Bergerac (Cyrano de Bergerac)
- Youri Pachigorev – Halte still – stirb – erwache (Zamri – Oumri – Voskresni)
- Ben van Os, Jan Roelfs (Szenenbild) und Jean Paul Gaultier (Kostüme) – Der Koch, der Dieb, seine Frau und ihr Liebhaber (The Cook the Thief His Wife & Her Lover)

1991
Marc Caro, Kreka Kjnakovic, Jean Rabasse und Valérie Pozzo di Borgo – Delicatessen

1992
Rikke Jelier – Noorderlingen (De Noorderlingen)

1993 – 2004
Preis nicht vergeben

### 2000er-Jahre
2005
Aline Bonetto – Mathilde – Eine große Liebe (Un long dimanche de fiançailles)
- Peter Grant – Manderlay
- Jana Karen – Sophie Scholl – Die letzten Tage

2006 – 2009
Preis nicht vergeben

### 2010er-Jahre
2010
Albrecht Konrad – Der Ghostwriter (The Ghost Writer)
- Paola Bizzarri und Luis Ramírez – Ich, Don Giovanni (Io, Don Giovanni)
- Markku Pätilä und Jaagup Roomet – Püha Tõnu kiusamine

2011
Jette Lehmann – Melancholia
- Paola Bizzarri – Habemus Papam – Ein Papst büxt aus (Habemus papam)
- Antxón Gómez – Die Haut, in der ich wohne (La piel que habito)

2012
Maria Djurkovic – Dame, König, As, Spion (Tinker Tailor Soldier Spy)
- Niels Sejer – Die Königin und der Leibarzt (En kongelig affære)
- Jelena Schukowa – Faust (Фауст)

## Gewinner des Jurypreises (ab 2013)
| Jahr | Preisträger        | Filmtitel                                                                                  |
| 2013 | Sarah Greenwood    | Anna Karenina                                                                              |
| 2014 | Claus-Rudolf Amler | Das finstere Tal                                                                           |
| 2015 | Sylvie Olivé       | Das brandneue Testament (Le tout nouveau testament)                                        |
| 2016 | Alice Normington   | Suffragette – Taten statt Worte (Suffragette)                                              |
| 2017 | Josefin Åsberg     | The Square                                                                                 |
| 2018 | Andrei Ponkratow   | Leto (Лето)                                                                                |
| 2019 | Antxon Gómez       | Leid und Herrlichkeit (Dolor y gloria)                                                     |
| 2020 | Cristina Casali    | David Copperfield – Einmal Reichtum und zurück (The Personal History of David Copperfield) |
| 2021 | Márton Ágh         | Das Licht in den Birkenwäldern (Természetes fény)                                          |
| 2022 | Jim Clay           | Belfast                                                                                    |
| 2023 | Emita Frigato      | La chimera                                                                                 |
| 2024 | Jagna Dobesz       | Pigen med nålen                                                                            |